# Belval-Bois-des-Dames
Belval-Bois-des-Dames és un municipi francès situat al departament de les Ardenes i a la regió del Gran Est. L'any 2007 tenia 41 habitants.

## Demografia

### Població
El 2007 la població de fet de Belval-Bois-des-Dames era de 41 persones. Hi havia 16 famílies de les quals 8 eren parelles sense fills, 4 parelles amb fills i 4 famílies monoparentals amb fills.
La població ha evolucionat segons el següent gràfic:
Habitants censats

### Habitatges
El 2007 hi havia 18 habitatges, 16 eren l'habitatge principal de la família, 1 era una segona residència i 1 estava desocupat. 17 eren cases i 1 era un apartament. Dels 16 habitatges principals, 13 estaven ocupats pels seus propietaris, 3 estaven llogats i ocupats pels llogaters i 1 estava cedit a títol gratuït; 3 tenien tres cambres, 2 en tenien quatre i 12 en tenien cinc o més. 14 habitatges disposaven pel capbaix d'una plaça de pàrquing. A 11 habitatges hi havia un automòbil i a 6 n'hi havia dos o més.

### Piràmide de població
La piràmide de població per edats i sexe el 2009 era:
| Homes | Edats   | Dones |
| ----- | ------- | ----- |
| 0     | 95 o +  | 0     |
| 0     | 90 a 94 | 0     |
| 0     | 85 a 89 | 0     |
| 0     | 80 a 84 | 0     |
| 0     | 75 a 79 | 0     |
| 0     | 70 a 74 | 0     |
| 0     | 65 a 69 | 4     |
| 0     | 60 a 64 | 4     |
| 0     | 55 a 59 | 0     |
| 0     | 50 a 54 | 0     |
| 4     | 45 a 49 | 0     |
| 4     | 40 a 44 | 4     |
| 4     | 35 a 39 | 0     |
| 0     | 30 a 34 | 4     |
| 4     | 25 a 29 | 4     |
| 0     | 20 a 24 | 0     |
| 0     | 15 a 19 | 0     |
| 0     | 10 a 14 | 0     |
| 0     | 5 a 9   | 0     |
| 0     | 0 a 4   | 0     |

## Economia
El 2007 la població en edat de treballar era de 32 persones, 25 eren actives i 7 eren inactives. De les 25 persones actives 23 estaven ocupades (13 homes i 10 dones) i 2 estaven aturades (2 dones i 2 dones). De les 7 persones inactives 2 estaven jubilades, 3 estaven estudiant i 2 estaven classificades com a «altres inactius».
Activitats econòmiques
L'únic establiment que hi havia el 2007 era d'una empresa immobiliària.
L'any 2000 a Belval-Bois-des-Dames hi havia 6 explotacions agrícoles que ocupaven un total de 774 hectàrees.

## Poblacions més properes
El següent diagrama mostra les poblacions més properes.